# Hexametileno-triperóxido-diamina
Hexametileno-triperóxido-diamina, ou HMTD é um composto químico orgânico alto explosivo, sintetizado pela primeira vez em 1885 por Legler. A estrutura teórica presta-se a atuar como um iniciante, ou explosivo primário. Mesmo sendo completamente sensível ao choque e à fricção, era relativamente estável comparado a outros explosivos iniciantes da época, tal como o fulminato de mercúrio, e provou ser relativamente barato e fácil de ser sintetizado. Assim, foi facilmente elevado a explosivo primário em aplicações de mineração. Entretanto, tem sido substituído desde então por compostos mais estáveis como o tetril.
Apesar de h´muito não ser usado em qualquer aplicação prática industrial e de mineração, ele permanece um explosivo feito em casa e tem sido usado em um largo número de atentatos suicidas ao redor do mundo, e foi provavelmente usado nas explosões dos atentatos de Londres em 7 de julho de 2005. O New York Times relatou como o explosivo no plano de vôos transatlânticos de 2006.